# Monte Ardicara
Il Monte Ardicara (1439,9 m s.l.m.)  è una montagna dei Monti Lepini nell'Antiappennino laziale, che si trova nella Città metropolitana di Roma Capitale, nel territorio del comune di Carpineto Romano.

## Descrizione
Nel 2023 è stata installa sulla vetta del monte una stazione meteo dedicata all'alpinista Daniele Nardi. L’alpinista laziale, il primo del Centro-Sud a salire l’Everest e il K2, scomparso nel febbraio 2019 sul Nanga Parbat insieme all’inglese Tom Ballard, nel tentativo di raggiungere la vetta attraverso l’inviolato Sperone Mummery. 
La stazione consente il monitoraggio climatico in tempo reale, contribuendo allo sviluppo di previsioni meteorologiche. Diventa anche un importante punto di riferimento per gli scalatori che ogni giorni intraprendono i sentiri Lepini.